# 秦皇岛开滦矿务局外籍高级员司特等房
秦皇岛开滦矿务局外籍高级员司特等房，位于河北省秦皇岛市海港区光明路14号，属于全国重点文物保护单位“秦皇岛港口近代建筑群”。

## 简介
秦皇岛开滦矿务局外籍高级员司特等房坐南朝北，砖木结构，建筑面积253.5平方米。长方形大跨度房，斜山铁瓦顶，前有明廊，后加封，木制玻璃门窗。1958年朱德视察秦皇岛时曾在此居住。2010年代，秦皇岛开滦外籍高级员司特等房正由友谊交流中心使用。
2008年，秦皇岛开滦矿务局外籍高级员司特等房作为“秦皇岛港口近代建筑群”组成部分被公布为河北省文物保护单位。2013年，作为“秦皇岛港口近代建筑群”组成部分被公布为第七批全国重点文物保护单位。2014年，秦皇岛市文物局完成了对全国重点文物保护单位开滦矿务局外籍高级员司特等房的保护修缮工程。
修缮结束后，因筹备北戴河秦行宫遗址博物馆的需要，经秦皇岛市文化广电新闻出版（版权）局党组批准，将此处建筑作为北戴河秦行宫遗址博物馆的筹建处，进行日常筹建办公工作。2019年，北戴河秦行宫遗址博物馆正式对外开放后，此处建筑暂时空置。2020年，北戴河秦行宫遗址博物馆与秦皇岛市文物管理处合并为秦皇岛市文物保护中心，特等房重新由秦皇岛市文物保护中心管理。